# Фанрейнсдорп
Фанрейнсдорп (африк. и англ. Vanrhynsdorp) — город на юго-западе Южно-Африканской Республики, на территории Западно-Капской провинции. Входит в состав района Уэст-Кост. Является частью местного муниципалитета Мацикама.

## История
Фанрейнсдорп был основан в 1887 году на землях фермера Беньямина ван Рейна, по имени которого город получил своё название. В 1913 году Фанрейнсдорпу был присвоен статус муниципалитета.

## Географическое положение
Город расположен в северо-западной части провинции, на окраине засушливого полупустынного региона Нама-Кару, на расстоянии приблизительно 253 километров (по прямой) к северо-северо-востоку (NNE) от Кейптауна, административного центра провинции. Абсолютная высота — 107 метров над уровнем моря.

## Климат
Климат города субтропический средиземноморский. Среднегодовое количество осадков — 133 мм. Наибольшее количество осадков выпадает в период с апреля по октябрь. Средний максимум температуры воздуха варьируется от 19,3 °C (в июле), до 32,3 °C (в феврале). Самым холодным месяцем в году является июль. Средняя минимальная ночная температура для этого месяца составляет 5,9 °C.

## Население
По данным официальной переписи 2001 года, население составляло 5225 человек, из которых мужчины составляли 50,53 %, женщины — соответственно 49,47 %. В расовом отношении цветные составляли 72,73 % от населения города, белые — 23,94 %, негры — 3,22 %; азиаты (в том числе индийцы)— 0,11 %. Наиболее распространёнными среди горожан языками были: африкаанс (96,38 %), английский (1,84 %) и коса (1,16 %).

Согласно данным, полученным в ходе проведения официальной переписи 2011 года, в Фанрейнсдорпе проживало 6272 человек, из которых мужчины составляли 48,29 %, женщины — соответственно 51,71 %. В расовом отношении цветные составляли 71,91 % от населения города, белые — 19,72 %; негры — 6,94 %; азиаты (в том числе индийцы) — 0,41 %, представители других рас —1,04 %. Наиболее распространёнными среди жителей города языками являлись: африкаанс (95,34 %), английский (1,63 %) и коса (1,21 %).

## Транспорт
Через город проходит национальная автотрасса N7, а также региональное шоссе R27.